# Deutsches Spionagemuseum
Deutsches Spionagemuseum är ett privat museum vid Leipziger Platz i centrala Berlin, invigt 2015. Museet har en interaktiv och multimediainriktad utställning som handlar om det internationella spioneriets och underrättelsetjänsternas historia. En särskild tyngdpunkt ligger på spioneriet i Berlin under kalla kriget.